# Utterkobban
Utterkobban är en ö i Finland. Den ligger i Bottenhavet och i kommunerna Kaskö och Närpes i landskapet Österbotten, i den västra delen av landet. Ön ligger omkring 83 kilometer söder om Vasa och omkring 310 kilometer nordväst om Helsingfors.
Öns area är 2,4 hektar och dess största längd är 480 meter i nord-sydlig riktning.